# Леонтьев, Игорь Олегович
Игорь Олегович Леонтьев (род. 18 марта 1994, Ростов-на-Дону) — российский футболист, полузащитник саратовского «Сокола».

## Биография
Начал заниматься футболом с 7 лет в ростовской футбольной школе «Квадро». В 2006 году на турнире в Волжском селекционеры московского «Спартака» присмотрели Леонтьева, и в 13 лет он перебрался в столицу.
Первоначально выступал за юношеские команды «красно-белых», а в мае 2011 года дебютировал в составе дубля в домашней встрече против «Амкара» (3:0).
5 сентября 2014 года участвовал в матче открытия стадиона «Спартака» — «Открытие Арена» (1:1) с сербской командой «Црвена Звезда». В этом матче вышел на замену.
Первый официальный матч за «Спартак» провёл 23 сентября 2015 года в 1/16 Кубка России против нижегородской «Волги». В чемпионате России дебютировал 25 октября 2015 года в гостевом матче с московским «Динамо», матч завершился волевой победой красно-белых 3:2.
31 августа 2018 года контракт Леонтьева со «Спартаком» расторгнут по соглашению сторон. 1 сентября 2018 года в перешёл в клуб Футбольной Национальной лиги «Тюмень».
22 июня 2019 года перешел в песчанокопскую «Чайку» на правах свободного агента.
В 2021—2023 годах выступал за ярославский «Шинник».
В 2023 году подписал контракт с клубом «Сокол».
В 2024 году присоединился к медиафутбольной команде 2DROTS.

## Достижения
«Спартак» (Москва)
- Чемпион России: 2016/17
- Обладатель Суперкубка России: 2017
- Победитель молодёжного первенства России: 2012/13

«Спартак-2» (Москва)
- Победитель Первенства ПФЛ: 2014/15 (зона «Запад»)

«Шинник» (Ярославль)
- Победитель Второго дивизиона ФНЛ: 2021/22 (группа 2)